# Werner Genuit

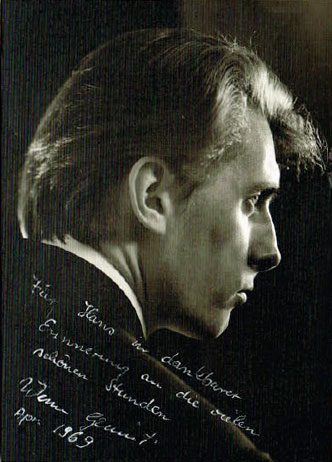
Werner-Genuit-1969

Werner Genuit (* 3. Juni 1937 in Wuppertal; † 3. Januar 1997 in Karlsruhe) war ein deutscher Pianist.

## Ausbildung
Schon seit seiner frühen Jugend verbrachte Werner Genuit fast jede freie Stunde am Klavier. Wie sein Schulfreund, der Klarinettist Dieter Klöcker, erlernte Werner Genuit jedoch zuerst einen handwerklichen Beruf und machte die Bäckerlehre. Anschließend studierte er an der Nordwestdeutschen Musikakademie, der heutigen Hochschule für Musik Detmold, bei Hans Richter-Haaser und in Genf bei Louis Hiltbrand, wo er sein Studium mit dem „Premier Prix à L’Unanimité“ abschloss.

## Konzerte
Zahlreiche Konzerte und Tourneen als Solist und Kammermusiker mit namhaften Orchestern und Ensembles führten ihn in alle europäische Länder, nach Afrika, Asien, Südamerika und Kanada. Zu seinen Partnern gehörten unter anderem die Geiger Josef Suk, Tibor Varga und Wanda Wiłkomirska, die Cellisten André Navarra, Anner Bylsma und auch der Sprecher Hans Clarin. Eine enge Zusammenarbeit bestand vor allem mit Dieter Klöcker und dem Consortium Classicum.

## Aufnahmen
Unter den Fernsehauftritten sind eine Übertragung des Klavierkonzerts von George Gershwin mit dem als Filmkomponisten bekannten Dirigenten Eberhard Schoener und ein Auftritt mit dem Kontrabassisten Ludwig Streicher bei Alfred Bioleks „Bio’s Bahnhof“ hervorzuheben.
Seine Diskographie umfasst 92 LPs und CDs mit 183 Werken (hauptsächlich bei den Labels EMI, cpo, Bayer Records). Einige dieser Aufnahmen sind mit Schallplattenpreisen wie den „Premio della Critica Discografico Italiana“ und der „Wiener Flötenuhr“ (für die beste Mozart-Interpretation) ausgezeichnet worden.
Dazu kommen noch 324 Aufnahmen bei Radiosendern, hauptsächlich bei WDR und SWR.

## Lehrtätigkeit
Von 1970 bis 1982 unterrichtete Werner Genuit an der heutigen Hochschule für Musik Detmold. Mit Beginn des Wintersemesters 1982 bis zu seinem Tode 1997 übernahm er als Professor eine Klavierklasse an der Staatlichen Hochschule für Musik Karlsruhe, die zum Gedenken einen Saal nach ihm benannte. Regelmäßig war er auch Gast-Lehrer bei Sommerkursen in Weikersheim, Trossingen und Curitiba (Brasilien).

## Werke
Werner Genuit war auch als Komponist und Bearbeiter tätig. Seine 17 Kompositionen und 44 Bearbeitungen sind meist für ein oder mehrere Klaviere (Beispiel: Ravels Boléro für 4 Klaviere und 8 Spieler) oder für Salonorchester geschrieben.